# Scuola di polizia 6 - La città è assediata
Scuola di polizia 6 - La città assediata (Police Academy 6: City Under Siege) è un film del 1989 diretto da Peter Bonerz, sesto capitolo della serie di film.
In questo film c’è l'ultima apparizione di Hightower, Hooks, Proctor (che però hanno avuto un ruolo importante nel cartone animato) e Nick Lassard.

## Trama
Il capitano Harris riesce finalmente a uscire dall'ombra di Lassard vedendosi assegnato un distretto, ma la zona è presa di mira dalla banda Wilson Heights composta dal forzuto Ox, l'agile Flash e il pistolero Ace; venuto a sapere di una rapina in una gioielleria lui e Proctor si appostano per sventarla, ma la banda approfitta di una loro distrazione e rapina il negozio d'abbigliamento dietro di loro.
Il sindaco sempre più irritato della situazione chiede aiuto al Comandante Lassard e la sua squadra: il nipote Nick, Jones, Hightower, Tackleberry, Hooks, Callahan e Fackler. La cosa irrita e preoccupa parecchio Harris che si vede costretto a lavorare con i suoi ex-colleghi. Nel frattempo la banda di Wilson Heights assalta una banca.
La squadra di polizia esegue un sopralluogo e scopre tramite la testimonianza del direttore che i tre non sono ladri indipendenti, bensì lavorano sotto un altro criminale che pianifica le rapine, una sorta di Mastermind.
Nick e Hightower decidono di tendere una trappola ai ladri, Lassard e Jones si fingono dei trasportatori di gioielli, i due guidano un camioncino con all'interno Harris e Proctor a difesa di un diamante, mentre il camion sosta ad un semaforo, questi ultimi si distraggono guardando fuori dal finestrino, questo fa sì che i ladri rubino il diamante tagliando la piattaforma del camion da sotto un tombino, la trappola è saltata e Harris va a lamentarsi dal sindaco perché l'idea è stata della squadra Lassard, dopodiché Nick dice allo zio che nella squadra c'è una talpa.
La banda di criminali si raggruppa nel suo nascondiglio e mentre il loro capo gli parla attraverso una parete si viene a sapere che nemmeno i tre sanno l'identità del loro boss, nel frattempo Nick scopre che le rapine seguono il percorso di un autobus, così riesce a prevedere quale sarà il luogo del prossimo colpo. La squadra di Lassard si apposta davanti a una gioielleria e accerchia i rapinatori; sembra fatta ma a rovinare tutto ci pensano Harris e Proctor che distraggono gli altri e consentono alla banda di Wilson Heights di fuggire.

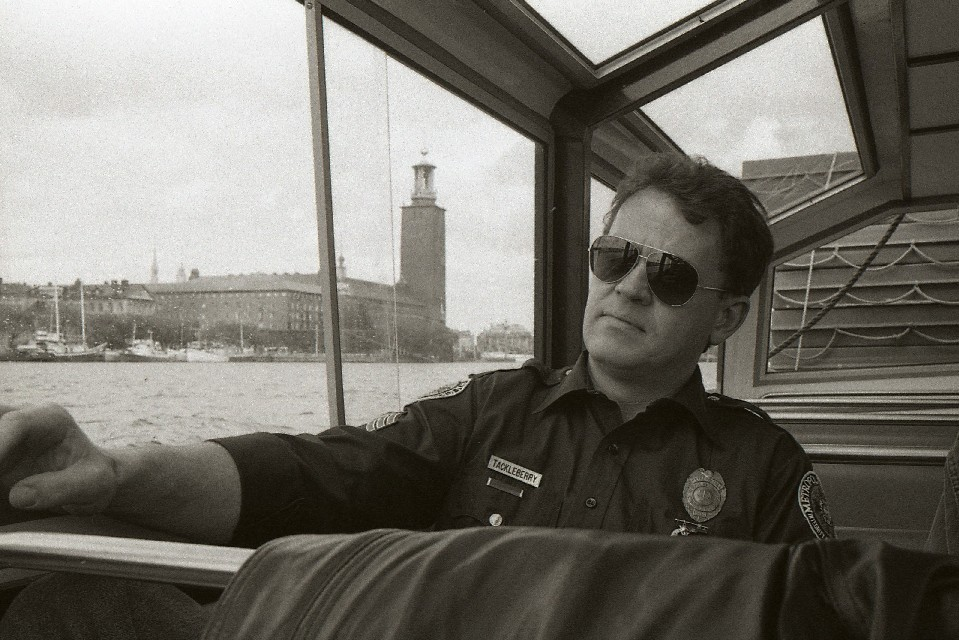
Il sergente Eugene Takleberry

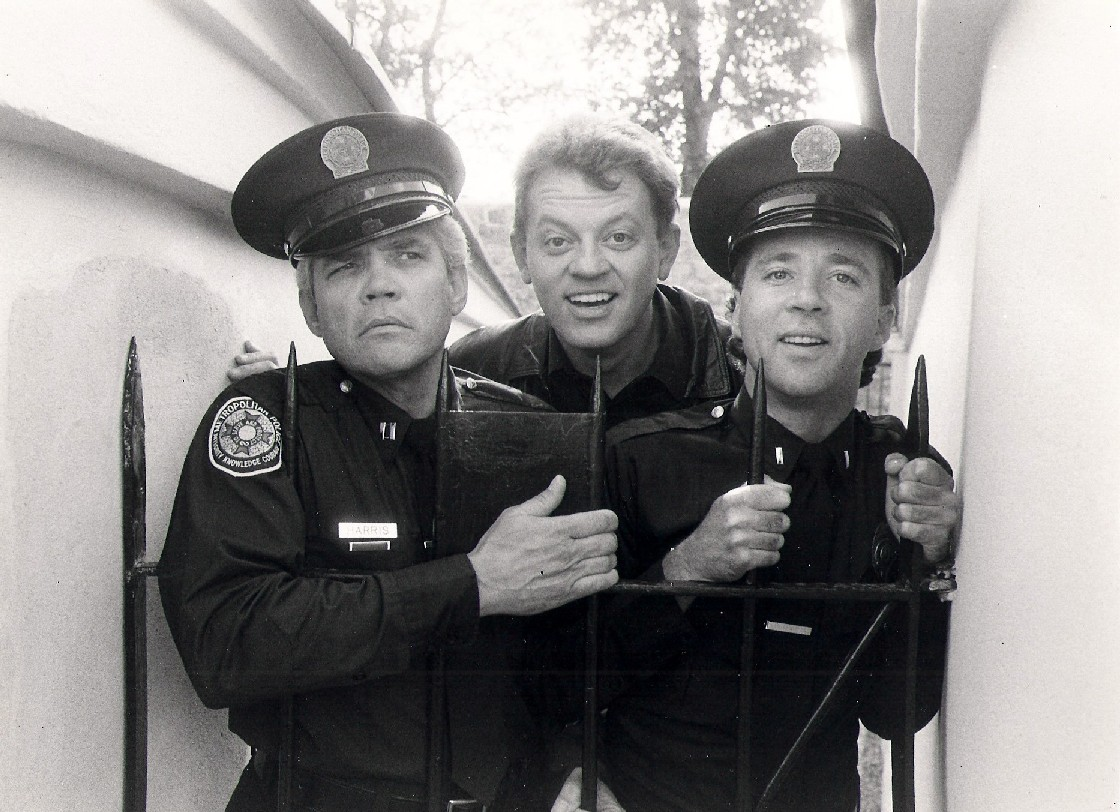
Il Capitano Harris, Takleberry e il Tenente Proctor, in Svezia nel 1989 per la promozione del film

Mentre Harris va a lamentarsi dal sindaco sul comandante Lassard, Mastermind confessa di essersi seccato con questi poliziotti; successivamente il sindaco e il colonnello della polizia radunano la squadra di Lassard annunciando che il gruppo ad eccezione di Proctor e Harris verrà sospeso poiché nell'armadietto di Lassard è stata trovata della refurtiva dell'ultima rapina.
Mentre Mastermind annuncia ai suoi uomini del piano finale, Hightower e gli altri lavorano segretamente alla cattura della banda di Wilson Heights: il gruppo scopre che le rapine avvenivano non solo nel tragitto dell'autobus 112, bensì anche del futuro tram sotterraneo in costruzione; commettendo crimini in quella zona, le case verranno svalutate e se comprate in futuro potrebbero raddoppiare di valore, il gruppo di agenti scopre che una certa ditta Clayton è in procinto di comprare la zona, così facendo un'ispezione, la squadra scopre su delle carte il piano finale dei criminali.
I tre della gang fanno saltare una centrale elettrica togliendo l'energia a tutto il distretto, la squadra irrompe nella zona sullo loro tracce, ma prima di riuscire a trovarla deve mettere a posto le cose. Nick trova la banda e la insegue, ma i tre fuggono nelle fogne, in suo aiuto arrivano Hightower, Jones e Tackleberry: mentre comincia l'inseguimento della banda Wilson Heights da parte di questi ultimi tre, in una discarica, Nick cerca Mastermind 
Tackleberry trova Ace e lo arresta;  Jones con un trucco cattura Flash e Hightower immobilizza Ox, Nick raggiunge il covo della banda, ma Mastermind gli tende una trappola chiudendolo dentro una stanza con del gas venefico, Hightower lo salva e i due cominciano ad inseguire il criminale (che stranamente sembra conoscerlo), quest'ultimo fugge con un camion e Lassard salta addosso al mezzo mentre dietro di lui Hightower, Tackleberry e Jones li inseguono su un Monster truck fino nel dipartimento di polizia dove Mastermind tenta inutilmente di prendere le sembianze del colonnello della polizia, ma alla fine viene smascherato e il criminale si rivela essere il sindaco della città, quest'ultimo in un atto di pazzia rivela il suo piano di volerci guadagnare dalla rivendita del quartiere, una volta lasciato l'incarico e prima di essere portato via rivela che la talpa inconsciamente era Harris in quanto a ogni loro incontro gli rivelava tutto, dopo averlo definito anche lui un idiota.
La squadra alla fine viene premiata  e Harris finisce in volo su una sedia legata a dei palloncini

## Curiosità
La bambina che scende dall'autobus e prende in giro Harris per la sua goffaggine alla fine del film è Allison Mack, attrice che avrebbe poi avuto fama internazionale per il ruolo di Chloe Sullivan nel telefilm Smallville.
La banca rapinata dai tre malviventi al soldo di Mastermind è la stessa che viene rapinata dal malvagio dr.Otto Octavius/Doc Ock nel film del 2004 Spider-Man 2 .

## Seguito
- Scuola di polizia (Police Academy) (1984)
- Scuola di polizia 2 - Prima missione (Police Academy 2: Their First Assignment) (1985)
- Scuola di polizia 3 - Tutto da rifare (Police Academy 3: Back in Training) (1986)
- Scuola di polizia 4 - Cittadini in... guardia (Police Academy 4: Citizens on Patrol) (1987)
- Scuola di polizia 5 - Destinazione Miami (Police Academy 5: Assignment: Miami Beach) (1988)
- Scuola di polizia - Missione a Mosca (Police Academy: Mission to Moscow) (1994)